# Fundo duplo

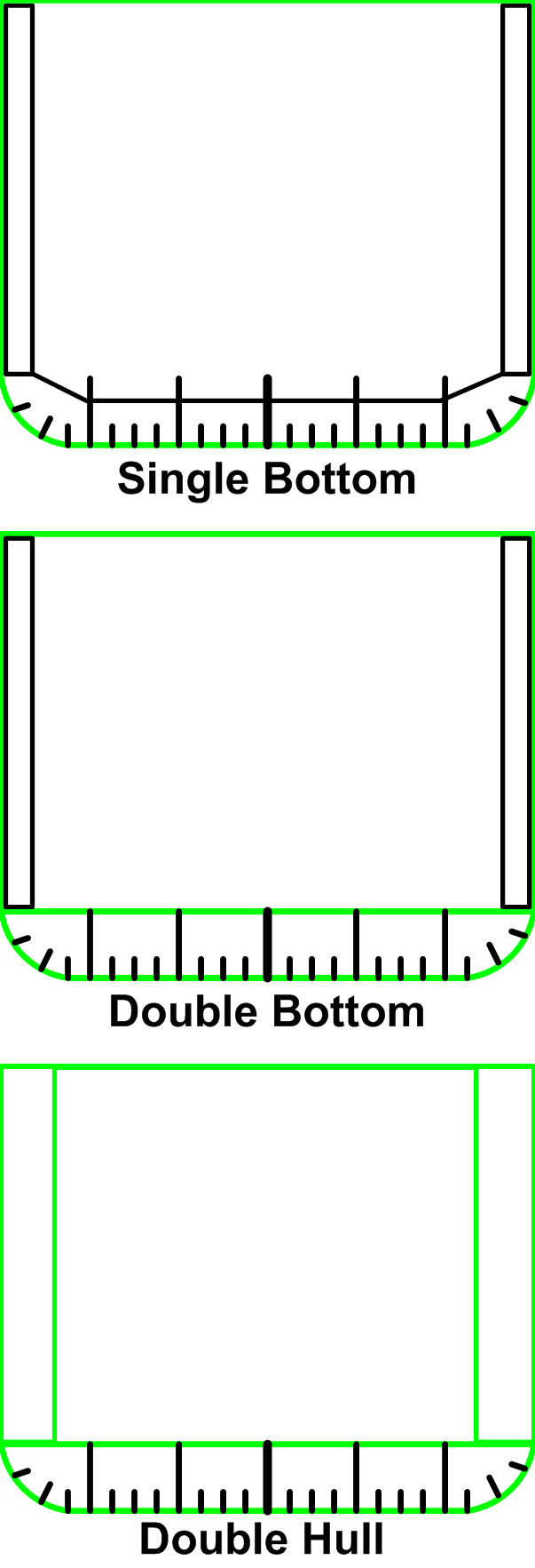
Representação do fundo duplo (double bottom) de um navio.

Em náutica, o fundo duplo refere-se à estrutura do fundo de alguns navios de estrutura metálica ou de resina de plástico reforçada por fibra de vidro. É subdividido em compartimentos estanques que podem ser utilizados para tanques de lastro, de água potável ou de óleo combustível. Quando não ocupa todo o comprimento do fundo da carena, o fundo duplo é chamado de fundo duplo parcial.